# Indre (Loira Atlantica)
Indre è un comune francese di 4 028 abitanti situato nel dipartimento della Loira Atlantica nella regione dei Paesi della Loira.

## Chiesa San Hermeland

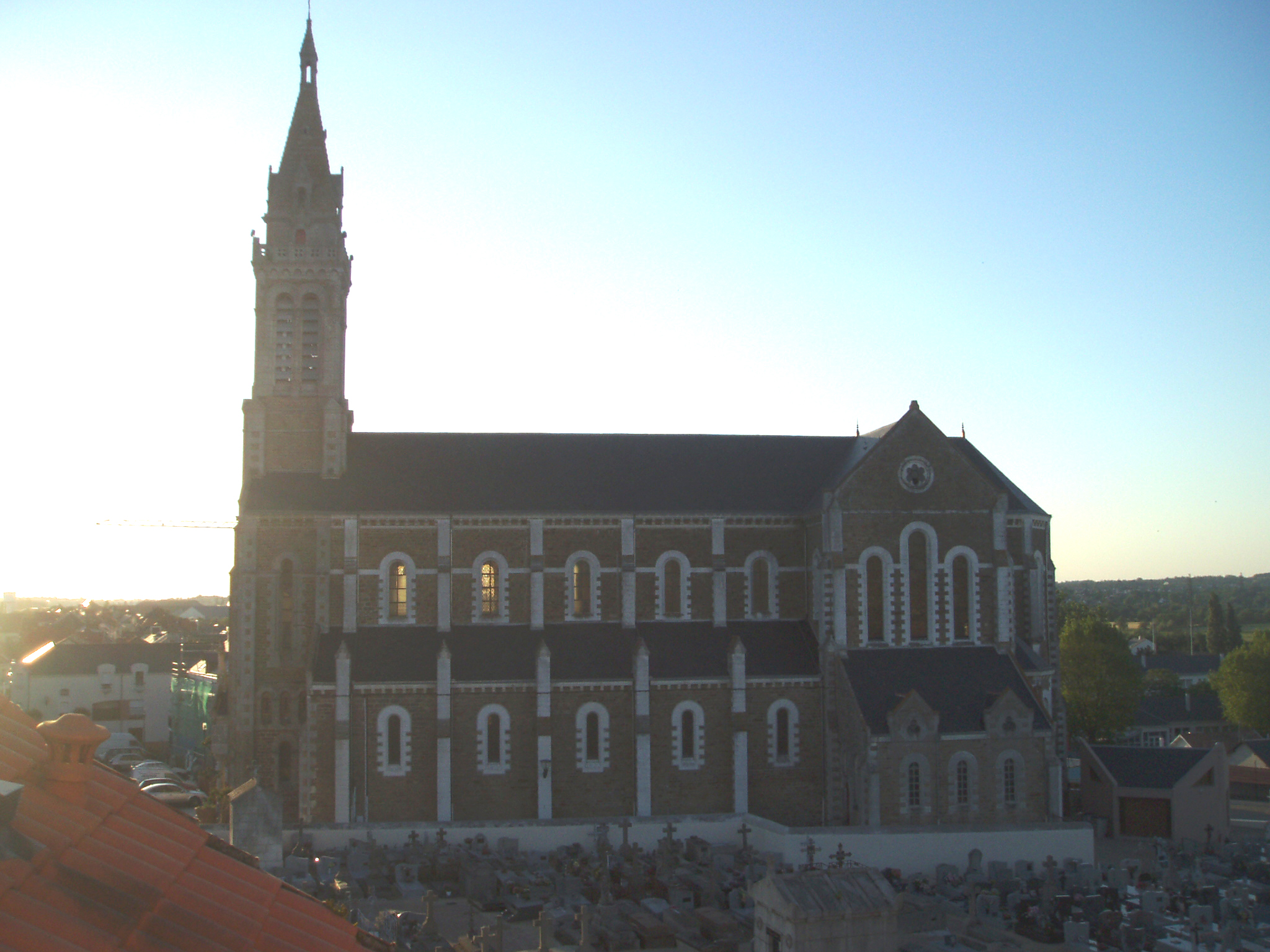
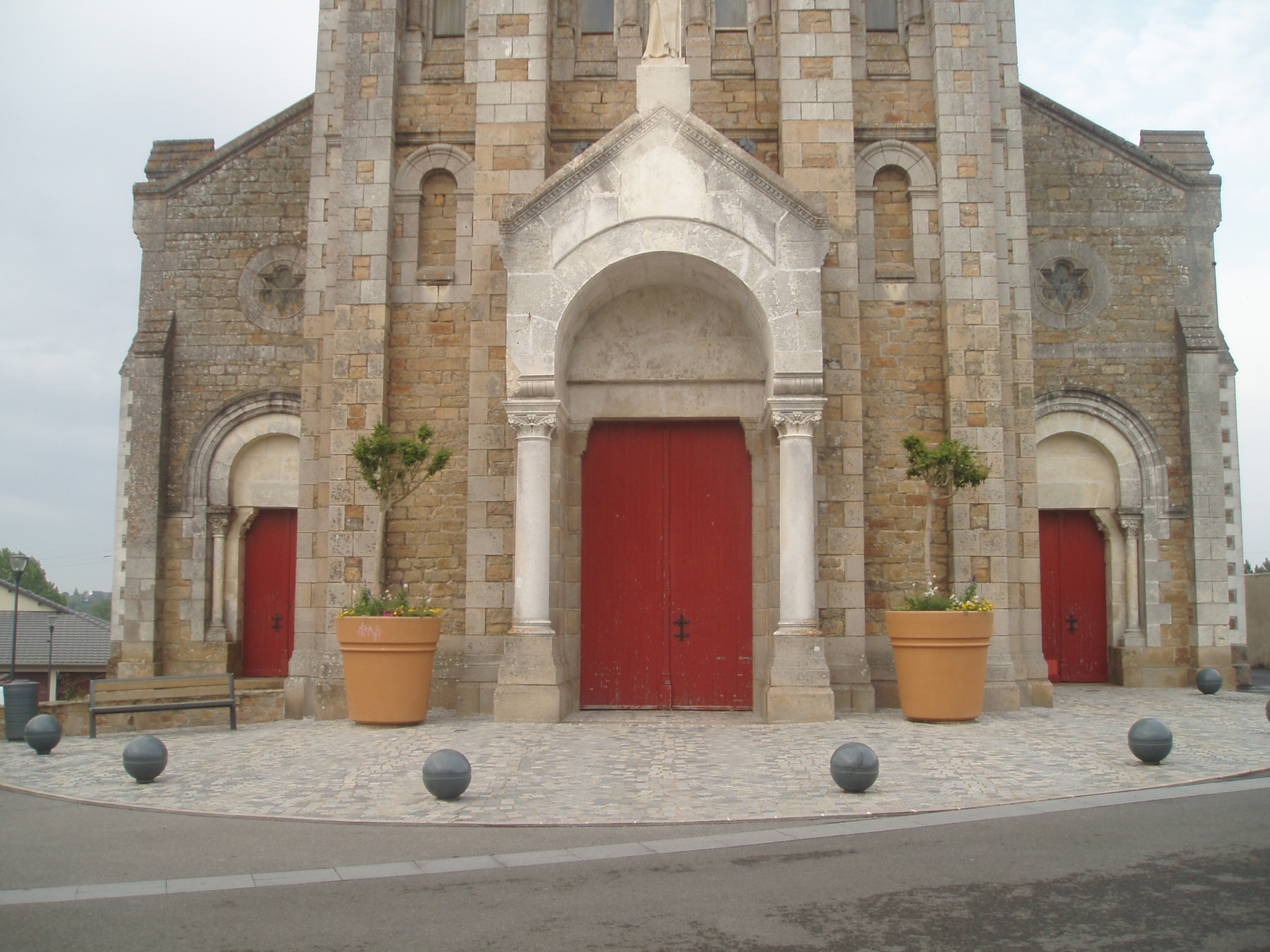
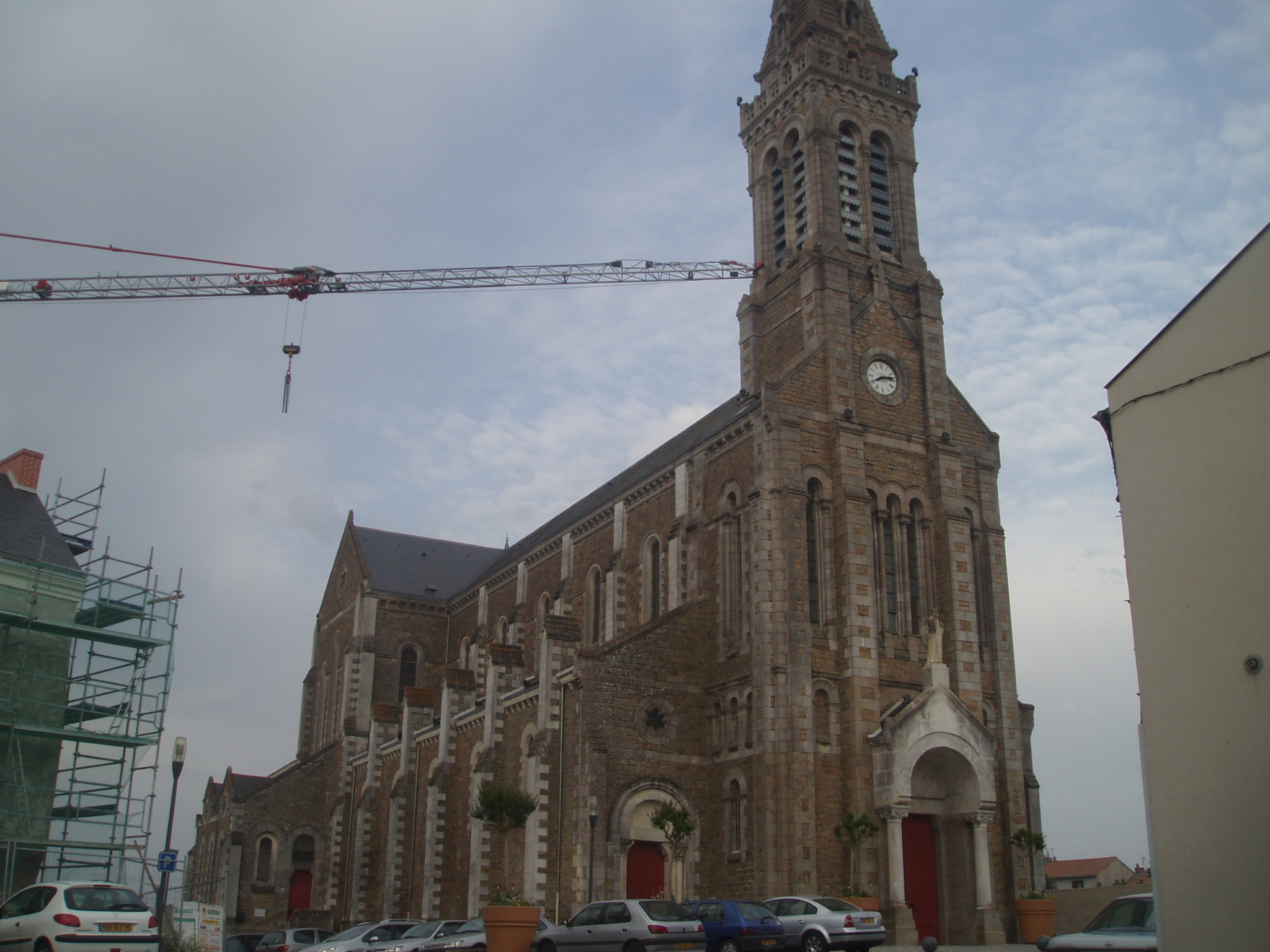

## Società

### Evoluzione demografica
Abitanti censiti